# Hu Jintao
Hu Jintao (胡錦濤T, 胡锦涛S, Hú JǐntāoP; Taizhou, 21 dicembre 1942) è un politico cinese.
È stato il quarto segretario generale del Partito Comunista Cinese, eletto al termine del XIV Congresso nazionale del PCC, nonché presidente della Repubblica Popolare Cinese dal 2003 al 2013 e Presidente della Commissione militare centrale dello Stato e del partito.

## Biografia
Hu Jintao nacque nel 1942 a Taizhou, nella provincia dello Jiangsu. I suoi antenati erano originari di Jixi, nella provincia dello Anhui, ove risiedettero finché suo nonno non si trasferì a Jiangyan. Hu si dimostrò uno studente talentuoso, eccellendo in materie quali il canto e la danza. È stato un attivista della Lega della Gioventù Comunista, considerata l'ala riformista del Partito Comunista Cinese, della quale divenne il maggior esponente.
Si unì al Partito Comunista Cinese prima della Rivoluzione culturale cinese, quand'era ancora studente all'Università Tsinghua di Pechino. Si laureò con lode in Ingegneria idraulica nel 1964. Dopo la laurea, Hu divenne assistente universitario, ove lavorò dal 1965 al 1968.

### Durante la rivoluzione culturale
Nel 1966 esplodeva la Rivoluzione culturale. Tra gli obiettivi della campagna contro i borghesi, vi fu Hu Jingzi della cittadina di Taizhou, in provincia di Jiansu. Proprietario di un negozio di tè, fu espropriato della sua impresa e indotto a diventare impiegato dello Stato. Fu poi accusato di peculato, subí un processo pubblico e fu incarcerato. Venne liberato solo dopo la fine della Rivoluzione culturale, nel 1978. Morì poco dopo all'età di 50 anni. Hu Jingzi era il padre dell'ex presidente della Cina.
Hu Jintao aveva iniziato a fare carriera nei primi gradini della gerarchia comunista quando la notizia della morte del padre lo raggiunse nella regione del Qinghai (il “Far West” della Cina, in senso letterale), dove dirigeva il partito locale. Si precipitò a Taizhou per ottenere dai suoi compagni la riabilitazione ufficiale del padre, ma non la ottenne.

### Carriera politica
Sostenuto sia da Qiao Shi che da Hu Yaobang, appena quarantaduenne fu nominato segretario del partito della provincia di Guizhou, e lo rimase fino al 1988, quando fu mandato a ricoprire la stessa carica nella Regione Autonoma del Tibet, in cui dall'anno precedente erano iniziate le manifestazioni indipendentiste. Impose immediatamente il pugno di ferro in quella zona, seguendo le indicazioni del governo centrale che chiedeva di stroncare ogni protesta; il 5 e 6 marzo 1989 la polizia fece fuoco sui dimostranti tibetani e dal 7 marzo venne istituita la legge marziale.
Da parte della dirigenza cinese e di Deng Xiaoping venne molto apprezzata la decisione di Hu d'inviare da Lhasa un telegramma al Comitato centrale del Partito ove esprimeva il suo incondizionato appoggio all'intervento armato contro i manifestanti di piazza Tienanmen.
Nel gennaio del 1989 morì il Panchen Lama, da molti considerato la seconda autorità spirituale del buddismo tibetano dopo il Dalai Lama. Quella morte scatenò due mesi di violenti disordini in Tibet. Hu, che aveva appena assunto il comando della regione, promosse una dura reazione: legge marziale e repressione poliziesca.
Hu accusò il Dalai Lama di "favorire l'insorgere di idee indipendentiste all'interno dell'opinione pubblica, con il sostegno delle forze reazionarie internazionali". La sua linea intransigente gli valse la fiducia dell'"ala dura" del Partito e, mentre Zhao Ziyang e Hu Yaobang continuavano a perdere prestigio, accusati di "debolezza", nell'ottobre 1990 Hú Jǐntāo fu nominato primo segretario del Distretto militare del Partito Comunista in Tibet.
Nel 1992 fu richiamato a Pechino da Deng Xiaoping ed eletto membro del Politburo, massimo organo decisionale cinese. La sua carriera politica continuò, nel 1999 divenne vicepresidente della Repubblica Popolare Cinese, il 15 novembre 2002 viene eletto Segretario generale del Partito Comunista Cinese, il 15 marzo 2003 divenne presidente della Repubblica Popolare Cinese, nel 2004 della Commissione militare centrale del partito e nel 2005 della Commissione militare centrale dello Stato.

### La presidenza
Quando ha assunto la direzione del partito, al XVI Congresso nazionale del Partito Comunista Cinese, Hu Jintao ha avuto un atteggiamento più egalitario del suo predecessore. Hu e il suo primo ministro Wen Jiabao hanno puntato a realizzare una società più armoniosa, cercando di diminuire le disuguaglianze e di puntare sul benessere. Hanno scommesso sui settori della popolazione cinese che non hanno partecipato alla riforma economica. Hu e Wen hanno tentato di far uscire la Cina da una politica di "sviluppo economico a tutti i costi" (sul modello Deng) e favorendo una politica economica più equilibrata tenendo conto di fattori quali la diseguaglianza sociale e i danni ambientali, compreso l'uso del "prodotto interno lordo verde".
Una delle maggiori crisi che ha dovuto affrontare Hu durante il suo mandato è legata allo scoppio dell'epidemia di SARS nel 2003. A seguito di forti critiche alla Cina da parte dell'Organizzazione Mondiale della Sanità per aver inizialmente cercato di nasconderla e per aver risposto poi con debolezza e lentezza alla crisi, Hu e Wen hanno deciso di prendere le misure necessarie per aumentare la sicurezza e il monitoraggio della situazione, segnalando i casi alle organizzazioni internazionali della salute.
Molti osservatori occidentali parlano di Hu come di un politico molto liberale (dando al termine una valenza positiva) rispetto ai suoi predecessori. In realtà la maggior parte delle novità introdotte in politica interna hanno impronta marcatamente comunista, mirando a aumentare il livello di uguaglianza della popolazione. In politica estera ha mantenuto posizioni di difesa dell'interesse nazionale dalle ingerenze occidentali. Con la dichiarazione del 17 maggio ha espresso chiaramente la sua volontà di non rinunciare all'obiettivo di considerare l'unificazione della Cina con Taiwan come uno dei più importanti del suo mandato, a costo di utilizzare anche la forza se Taiwan si dichiarasse indipendente.
Il Plenum del partito nell'ottobre del 2004 rilancia il modello socialista e Hu, assunti pieni poteri, dichiara che: "La democrazia liberista occidentale non è fatta per la Cina" e che: "I fatti hanno provato che il socialismo con caratteristiche cinesi è la strada corretta per condurre il paese verso la prosperità e assicurare il benessere ai cittadini". Una classifica stilata nel 2010 dalla rivista Forbes lo collocava al 1º posto nella lista degli uomini più potenti al mondo di quell'anno. Come capo di Stato della Cina ha aperto le Olimpiadi del 2008.

### Partecipazione al XX Congresso
Il 22 ottobre 2022, ultimo giorno del XX Congresso nazionale del Partito Comunista Cinese, l'anziano ex Presidente viene accompagnato fuori dal Congresso, prima delle votazioni finali: secondo le fonti ufficiali non si sentiva bene, mentre secondo gli osservatori occidentali sarebbe stato allontanato di forza.